# Международный союз по охране новых сортов растений (УПОВ)
Международный союз по охране новых сортов растений (УПОВ) (фр. Union Internationale pour la protection des obtentions végétales, UPOV) — международная межправительственная организация.
Целью УПОВ является обеспечение признания членами Союза достижений селекционеров, занимающихся выведением новых сортов растений, путём предоставления им права интеллектуальной собственности на основании ряда четко оговоренных принципов. Для получения охраны новый сорт должен быть: отличным от существующих общеизвестных сортов, достаточно однородным, стабильным и новым в том смысле, что он не должен являться предметом коммерческого сбыта до определённых дат, установленных путём ссылки на дату подачи заявки на предоставление охраны.
УПОВ учрежден Международной конвенцией по охране новых сортов растений, которая была подписана в Париже в 1961 году. Конвенция вступила в силу в 1968 году и пересматривалась в Женеве в 1972, 1978 и 1991 годах. Акт 1991 года вступил в силу 24 апреля 1998 г.
Новые сорта растений охраняются в целях содействия развитию сельского хозяйства, а также защиты интересов селекционеров.
Улучшенные сорта являются необходимым в экономическом отношении элементом количественного и качественного расширения производства продуктов питания и получения возобновляемых источников энергии и сырья.
Получение определённых исключительных прав на новый сорт создает лучшие возможности для добившихся успехов селекционеров при компенсации своих расходов и получении дополнительных денежных средств для последующих инвестиций. Отсутствие охраны прав селекционеров делает эти цели трудно достижимыми, поскольку ничто не мешает третьим лицам заниматься размножением семян или другого семенного материала, выведенного селекционером сорта, и осуществлять коммерческий сбыт без всякого признания его труда.

## Членство в УПОВ
Становясь членом УПОВ, государство или межправительственная организация заявляет о своем намерении охранять права селекционеров на основе принципов получивших международное признание и поддержку. Оно предоставляет национальным селекционерам возможность получать правовую охрану на территории других членов и стимулирует иностранных селекционеров к вложению средств в селекцию растений и производство семян на своей территории.
По состоянию на 5 декабря 2012 г. УПОВ имеет в своём составе 71 члена. 18 государств и межправительственных организаций инициировали в Совете УПОВ процедуру присоединения к Союзу, и 53 других государства обращались в Бюро Союза за помощью в разработке законодательства по охране сортов растений. Ожидается, что более 100 государств или межправительственных организаций могут стать членами УПОВ в будущем.

## Деятельность УПОВ
Содействие развитию международной гармонизации и сотрудничества, главным образом между государствами-членами Союза, а также в оказание помощи странам в подготовке законодательства в области охраны сортов растений. Для ведения успешной международной торговли требуются однородные и, как минимум, взаимосопоставимые правила.
Разработка рекомендаций, свода принципов для проведения экспертизы сортов на предмет наличия отличимости, однородности и стабильности, а также типовых соглашений и бланков.
Члены УПОВ и Секретариат УПОВ поддерживают контакты и оказывают юридическую, административную и техническую помощь правительствам государств — членов союза, проявляющих интерес к деятельности Союза, а также к охране сортов растений.
Информация о развитии законодательства в области охраны сортов во всем мире публикуется в Бюллетене «Охрана сортов растений» англ. «Plant Variety Protection».